# Эрнандес, Альфредо
Альфре́до Эрна́ндес (англ. Alfredo Hernández) — американский барабанщик, наиболее известный как участник дезерт-рок-групп Kyuss, Queens of the Stone Age и Yawning Man.

## Карьера
В 1994 Эрнандес присоединился к Kyuss, заменив Брэнта Бьорка.
Тяжело менять барабанщиков спустя четыре года, но мы знали, что Фредо — мужик что надо. Он был первым человеком, о котором я подумал, и единственным человеком, которого я назвал — Брэнт Бьорк
В то время Джош Хомме заявил, что Альфредо — единственный барабанщик, настроенный на работу. Таким образом, Эрнандес появился на последнем альбоме Kyuss …And the Circus Leaves Town, и в октябре 1995 группа распалась. Позже Альфредо барабанил на дебютном альбоме Queens of the Stone Age.
Эрнандес основал Yawning Man, вскоре после чего вместе с Брэнтом Бьорком и Дэйвом Динсмором начал проект Che. В 2000 они записали единственный альбом Sounds of Liberation, и после маленького тура группа распалась, а Альфредо присоединился к Orquesta del Desierto. В 2004 он записывал EP и участвовал в туре с Mondo Generator. В 2007 Эрнандес присоединился к группе Брэнта Бьорка на записи альбома Somera Sól и в туре.
До 2011 года он играл в Persona Non Grata, записав с ними два мини-альбома и отыграв 10 концертов. Сейчас Альфредо состоит в дезерт-хардкор группе Family Butcher, а также участвует в проекте Майка Нидера и Дэйва Динсмора под названием Gusto.

## Оборудование

### Ludwig-Musser
- 14" малый барабан
- 14" том-том
- 18" напольный том-том
- 28" бас-барабан

### Тарелки Zildjian
- 14" хай-хэт
- 18" крэш
- 19" крэш
- 22" райд

### Барабанные палочки Zildjian
- 5А

## Дискография
- …And the Circus Leaves Town — Kyuss, 1995
- Planet Mamon — The Sort Of Quartet, 1995
- Shine!/Short Term Memory Loss — Kyuss, 1996
- Into The Void — Kyuss, 1996
- Kyuss/Queens of the Stone Age — Kyuss и Queens of the Stone Age, 1997
- Volumes 1 & 2 — The Desert Sessions, 1997
- Volumes 3 & 4 — The Desert Sessions, 1998
- Queens of the Stone Age — Queens of the Stone Age, 1998
- Sounds Of Liberation — Che, 2000
- Muchas Gracias: The Best of Kyuss — Kyuss, 2000
- Orquestra Del Desierto — Orquestra Del Desierto, 2002
- III The EP — Mondo Generator, 2004
- Rock Formations LP — Yawning Man, 2005
- Pot Head EP — Yawning Man, 2005
- Vic du Monte’s Persona Non Grata — Cargo Records, 2005
- Live at W2 Den Bosch. Netherlands. DVD — Yawning Man, 2005
- Dead Planet — Mondo Generator, 2007
- Somera Sól — Brant Bjork and the Bros, 2007
- Sweet Sixteen (EP) — Vic du Monte’s Persona Non Grata — Cobraside Records, 2007
- Redinemite (EP) — Vic du Monte’s Persona Non Grata — Go Down Records, 2009
- Autoblond — Vic du Monte’s Persona Non Grata — Cobraside Records, 2009
- Barons & Bankers — Vic du Monte’s Persona Non Grata — Go Down Records, 2010